# Дуфтер, Роксанне
Роксанне Дуфтер (нем. Roxanne Dufter; род. 13 февраля 1992 года, Кемптен, Германия) — немецкая конькобежка. Призёр чемпионата Европы по конькобежному спорту 2018 года, а также трёхкратная призёр Кубка мира по конькобежному спорту 2017 года. Дебютантка зимних Олимпийских игр 2018 года.

## Биография
Роксанне Дуфтер родилась в городе Кемптен, федеральная земля — Бавария. В конькобежный спорт попала с детства, поскольку её семья занимались им регулярно. Хиршбихлер тренировалась на базе клуба «Deutscher Eisschnellauf-Club „Frillensee“ Inzell (DEC)» с шестилетнего возраста. Её родной брат Йоэль Дуфтер также профессионально занимается конькобежным спортом и вместе с ней дебютирует на зимних Олимпийских играх 2018 года. В своём клубе тренируется под руководством Данни Легера (нем. Danny Leger), а в национальной сборной — Яна ван Веена (нидерл. Jan van Veen).
Первую медаль на соревновании международного уровня Дуфтер выиграла во время IV-го этапа Кубка мира по конькобежному спорту 2017 года в американском городе — Солт-Лейк-Сити. Её команда в командной гонке с результатом 2:56.14 выиграла бронзовые медали, уступив первенство соперницам из Нидерландов (2:55.57 — 2-е место) и Японии (2:50.87 — 1-е место).
На зимних Олимпийских играх 2018 Дуфтер была заявлена для участия в забеге на 1500, 2400 и 3000 м. 10 февраля 2018 года она завершила свой забег на 3000 м с результатом 4:16 .87 (+17.66). В общем итоге она заняла 23-ю позицию. 12 февраля 2018 года она завершила свой забег на 1500 м с результатом 2:00.33 (+5.98). В общем итоге она заняла 24-ю позицию. 19 февраля 2018 года Дуфтер в составе немецкой команды командную гонку преследования на 2400 м в четвертьфинале с результатом 3:04.67. В общем итоге немки заняли 6-ю позицию.